# Johan Eklund (Fußballspieler)
Johan Olof Peter Eklund (* 30. Mai 1984 in Falun) ist ein schwedischer Fußballspieler, der in seiner bisherigen Karriere vornehmlich als Stürmer im schwedischen Profifußball reüssierte.

## Werdegang
Eklund entstammt der Jugend von Falu BS. Später wechselte er zum IK Brage, für den er in der Zweitliga-Spielzeit 2004 jeweils als Einwechselspieler zu zwei Kurzeinsätzen in der Superettan kam. Nach Ende der Saison kehrte er zu seinem Jugendverein Falu BS zurück. Dort war er einer der Garanten, dass der Klub eine Reform in der dritten Liga überstand und sich für die neu geschaffene Division 1 qualifizierte. Als der Klub seine Mannschaft ausgliederte und mit den Mannschaften von Slätta SK und Korsnäs IF zusammenlegte, um den Falu FK zu gründen, trat er auch eine Spielzeit für den neuen Verein an. 
2008 kehrte Eklund zum mittlerweile ebenfalls drittklassig spielenden IK Brage zurück. In der Drittliga-Spielzeit 2009 erzielte er 21 Saisontore und war damit maßgeblich am Wiederaufstieg in die Superettan beteiligt. Hier bildete er mit Daniel Åkervall die torgefährliche Offensive und platzierte sich in der Zweitliga-Spielzeit 2010 mit elf Saisontoren unter den besten zehn Torschützen der zweiten Spielklasse. Nachdem er mit dem Klub am Ende der folgenden Spielzeit erst in der Relegation gegen IF Sylvia die Klasse halten konnte, wechselte er nach Auslaufen seines Vertrages ablösefrei in die Allsvenskan.
Bei GIF Sundsvall unterzeichnete Eklund im November 2011 einen Drei-Jahres-Vertrag. An der Seite von Ari Skúlason, Simon Helg, Pontus Engblom, Fredrik Holster und Stefan Ålander belegte er den Relegationsplatz, gegen Halmstads BK verpasste er jedoch mit der Mannschaft dort den Klassenerhalt. In der zweiten Liga erzielte er 15 Saisontore, als Tabellendritter hinter Falkenbergs FF und Örebro SK trat der Verein erneut in der Relegation an. Abermals war der Gegner Halmstads BK, der sich erneut durchsetzte. Auch in der Zweitliga-Spielzeit 2014 zeichnete er sich als torgefährlich aus, hinter dem einmal mehr erfolgreichen Kennedy Bakırcıoğlu belegte er mit 16 Saisontoren den zweiten Rang in der Torschützenliste. Punktgleich mit Spitzenreiter Hammarby IF stieg er am Saisonende wieder in die Erstklassigkeit auf. Bereits im Herbst hatte er seinen zum Jahresende auslaufenden Vertrag um zwei Spielzeiten verlängert.